# Tatort: Heimatfront
Heimatfront ist ein vom Saarländischen Rundfunk produzierter Fernsehfilm aus der Reihe Tatort. Die Fernseh-Erstausstrahlung war am 23. Januar 2011. Die Welturaufführung fand als Preview am 21. Januar 2011 im Rahmen des Filmfestival Max Ophüls Preis in Saarbrücken statt.

## Handlung
Die junge Künstlerin Viktoria Schneider wird bei Videoaufnahmen zu ihrer Anti-Kriegs-Performance in einer Fabrikhalle aus rund 400 Metern Entfernung erschossen. Sie war als Schreibkraft bei der Psychologin Dr. Bergmann beschäftigt und hatte widerrechtlich Videoaufnahmen von Therapiesitzungen mit vier beim Afghanistan-Einsatz schwer traumatisierten Fallschirmjägern in ihr Projekt eingearbeitet. Die betroffenen Soldaten Weitershagen, Böcking, Leroux und Milbrandt geraten unter Verdacht. Da auf Milbrandt ein angeblich ihm gestohlenes Präzisionsgewehr zugelassen ist, nehmen Kappl und Deininger ihn vorläufig fest, müssen ihn jedoch wieder freilassen. Die vier Verdächtigen entlasten sich mit gleichlautenden Alibis gegenseitig. Die Afghanistan-Veteranen hadern auf unterschiedliche Weise mit ihrer Vergangenheit und versuchen, nach der bevorstehenden Verabschiedung aus der Bundeswehr in der Gesellschaft neu Fuß zu fassen, was sich schwierig gestaltet.
Bewegung kommt in den Fall, als Forensiker Horst Jordan eine E-Mail findet, aus der hervorgeht, dass Viktoria Schneider eine heimliche Beziehung mit Ingo Böcking, dem jüngsten der vier Soldaten, hatte und deshalb von ihrem Freund Markus Schwarz bedroht wurde. Daher wird der militante Pazifist Schwarz, der die Afghanistan-Veteranen offen als „Bundeswehr-Schweine“ beschimpft, des Mordes verdächtigt. Doch seine Aussage, dass Viktoria Schneider sich von dem Soldaten abgewandt und wieder zu Schwarz zurückgekehrt sei, wird von Lars Leroux bestätigt. Die Kameraden wussten von Böckings Beziehung zum Mordopfer. Böcking entzieht sich der Vernehmung und flieht zusammen mit seinem Kameraden Weitershagen. Leroux, der im Krieg ein Bein verloren hat, zeigt sich erneut kooperativ und gibt den Kommissaren den Hinweis auf eine Hütte, wo sich die Gesuchten möglicherweise versteckt haben. Kappl und Deininger treffen dort Böcking an. Der gesteht, Milbrandt die Waffe gestohlen und damit aus enttäuschter Liebe den Mord an Viktoria Schneider begangen zu haben. Weitershagen erscheint, bedroht Kappl und Deininger mit dem Präzisionsgewehr und fordert Böcking auf, mit ihm zu fliehen. Da der Ort des Geschehens mittlerweile von einem Spezialeinsatzkommando der Polizei umstellt ist, versucht Böcking ohne Erfolg, seinen Kameraden zum Aufgeben zu bringen. Beim Versuch, Kappl zu töten, wird Weitershagen von einem Scharfschützen des SEK in Nothilfe erschossen, Böcking wird festgenommen.

## Hintergrund
Heimatfront ist Jochen Alexander Freydanks erste Regiearbeit in der Sparte des abendfüllenden (Fernseh-)Films. Gregor Weber, der in Freydanks mit einem Oscar prämierten Kurzfilm Spielzeugland mitgewirkt hatte, vermittelte den Kontakt des Regisseurs mit der Tatort-Redaktion des Saarländischen Rundfunks. Die Dreharbeiten fanden im April 2010 an 21 Drehtagen im Saarland statt. Die Bundeswehr hatte eine angefragte Unterstützung abgelehnt.

## Rezeption

### Einschaltquoten
Die Erstausstrahlung von Heimatfront am 23. Januar 2011 wurde in Deutschland insgesamt von 8,58 Millionen Zuschauern gesehen und erreichte einen Marktanteil von 22,4 % für Das Erste; in der Gruppe der 14- bis 49-jährigen Zuschauer konnten 3,16 Millionen Zuschauer und ein Marktanteil von 19,3 % erreicht werden.

### Kritik
Alexander Gorkow von der Süddeutschen Zeitung wertete: „Maximilian Brückner und Gregor Weber sind grandiose Schauspieler, die in dieser Folge die Ermittlungen gerne (danke) nicht kommentieren, sondern lieber staubtrockene Klopper rausnuscheln. Es bereitet große Freude, sich die anzusehen […] auch wegen einer tollen Ensembleleistung ist dabei ein Kunststück gelungen: Der Film ist oft komisch, und doch bewegt er. So ist dieser Off-Tatort über Kriegstraumata ein Lehrstück geworden: Bei einem so wichtigen Thema darf im Unterhaltungsfernsehen nicht viel erklärt, stattdessen muss mit Sorgfalt genuschelt werden.“
Bei der Saarbrücker Zeitung schrieb der Journalist Thomas Reinhardt: „Ein spannender Krimi zu einem brisanten Thema: […] Auch diesmal haben die Hauptkommissare Kappl (Maximilian Brückner) und Deininger (Gregor Weber) eine harte Nuss zu knacken. Sie stehen erneut vor der Frage: Wurden aus Opfern Täter? […] Oscargewinner Jochen Alexander Freydank (‚Spielzeugland‘) setzt das Ganze behutsam und, wenn nötig, auch temporeich und vor allem spannend um. Dabei kann er sich auf eine ganze Riege hervorragender junger Darsteller verlassen: Friedrich Mühe, Martin Kiefer, Ludwig Trepte, Constantin von Jascheroff und Robert Gwisdek. Sein ‚Tatort‘-Debüt gibt hier übrigens Manuel Andrack als Kneipenwirt.“
Josef Seitz von Focus Online urteilte: „Der ‚Tatort: Heimatfront‘ zeigt beeindruckend, dass nicht alles Böse zu Ende ist, wenn die Soldaten ins Land der Guten zurückgekehrt sind. […] Schön erzählt ist diese Bitternis der Heimkehrer. Und außergewöhnlich präzise die Ermittlungsarbeit des ‚Tatort‘-Duos. Noch nie hatte der Bayer Maximilian Brückner in seinem Saarbrücker Auslands-Einsatz ein so überzeugendes, so nüchternes und doch so anrührendes Drehbuch.“
Die Neue Osnabrücker Zeitung meinte: „wer Freydanks Saarbrücker ‚Tatort‘ gesehen hat, wird nicht daran zweifeln, dass von diesem Mann noch einiges Gute zu erwarten ist. […] Die Kamera ist nah dran, die Schnitte sind gut, die Musik auch, die Dialoge weit mehr als nur Erklärung. Mit ‚Heimatfront‘ beendet der ‚Tatort‘ seine Durststrecke im neuen Jahr.“
Für Zeit Online schrieb Christina Tilmann: „Aktueller geht es nicht. […] Auffällig viel Zeit nimmt sich Heimatfront, um die Abläufe innerhalb der Bundeswehr und die psychologischen Probleme der Heimkehrer zu zeigen. Einen ‚Anti-Kriegsfilm‘, so sieht der Regisseur den von ihm mitentwickelten Film. […] alles ist von Kameramann Wolf Siegelmann überragend gefilmt, mit langen Fahrten und rasanten Zooms, kühnen Aufnahmen aus der Vogelperspektive, die ein diffuses Gefühl der Bedrohung vermitteln, als sei da ein Scharfschütze über unseren Köpfen am Werk.“
Torsten Thissen wertet bei welt.de: „Manchmal gelingt es, ein Thema aufzugreifen, das aktuell, relevant und interessant ist, und wenn man ganz viel Glück hat, entsteht um dieses Thema ein interessanter Kriminalfall, der spannend ist und den Horizont des Zuschauers erweitert. Dem Saarländischen Rundfunk ist mit dem Tatort ‚Heimatfront‘, den die ARD am Sonntag ausstrahlt, so etwas ganz seltenes gelungen, und der Dank dafür gebührt dem sehr begabten Berliner Regisseur Jochen Alexander Freydank. […] Dabei urteilt der Film nicht und die Kommissare tun lediglich ihren Job, ermitteln und sind grundsätzlich unzufrieden mit dem, was der Krieg aus den Menschen macht.  Freydanks Film zwingt dazu, sich mit dem Umgang der Gesellschaft mit ihren Soldaten auseinanderzusetzen. Gut gespielt, gut fotografiert ist er zudem.“
Für die TAZ schrieb Christian Buß: „Mit schockbewussten Bildern zeigt der saarländische Tatort ‚Heimatfront‘ Heimkehrer aus Afghanistan. […] Statt das Trauma eines Kriegseinsatzes an einer Person fest zu machen werden einfach zu viele Unterthemen angerissen; der Fokus verrutscht zuweilen. Für den bis vor kurzem noch komplett belanglosen SR-‚Tatort‘ ist die Episode trotzdem ein Schritt in die richtige Richtung: Die neue Grimmigkeit steht auch den beiden Ermittlern gut.“
Die Kritiker der Fernsehzeitschrift TV Spielfilm urteilten: „Eine böse Story, die ihr Thema der Spannung zuliebe zuspitzt, aber nie über Gebühr vereinfacht. Die Chemie zwischen den Ermittlern kommt in Gang, ihre Kontrahenten sind top besetzt, die straffe Erzählung verzichtet auf Nebengeplänkel.“